# ماكس داي
ماكس داي (بالإنجليزية: Maxwell Frank Cooper Day)‏ هو عالم بيئة وعالم حشرات أسترالي، ولد في 1915 في سيدني في أستراليا، وتوفي في 31 يوليو 2017 في كانبرا في أستراليا.